# Manila (Arkansas)
Manila város az Amerikai Egyesült Államokban, Arkansas államban, Mississippi megyében. Lakosainak száma 3682 fő (2020. április 1.).

## Népesség
A település népességének változása:

| 2010 | 3 342 |
| 2020 | 3 682 |